# Кахкае
Кахка́е, или Кохке́р (кхмер. ប្រាសាទកោះកេរ) — город и древний храмовый комплекс в Камбодже, расположенный в 90 км к северо-востоку от Ангкора, в провинции Прэахвихеа, в округе Кулен.
В период правления Джаявармана IV (921—941) был столицей Кхмерской империи, более раннее название Лингапура или Чокгарджиар. Общая площадь около 35 км². В Кахкае было много построек, но от многих остались только руины. Из сохранившихся зданий в Кахкае: Прасаттхом, Прасаткрахом и храм-гора Прасатпранг.

## История
В начале X века столицей кхмерской империи была Яшодхарапура, на месте, которое сейчас известно как Ангкор. Яшодхарапура была построена царём Яшоварманом I, центром её являлся храм-гора Пномбакхенг. После его смерти царство перешло к его детям, сначала к Харшаварману I (910—923), а затем к Ишанаварману II (923—928). В конце царствования Харшавармана I, в 921 году, их дядя по материнской линии Джаяварман IV предъявил претензии на царство, а затем покинул столицу и решил создать свой собственный центр власти в 70 км к северо-востоку. Наследование от отца к сыну в кхмерских царствах никогда не было явным, материнская линия тоже имела вес (в Ченле законным наследником мог быть сын сестры). Джаяварман IV был сыном Махендрадеви, дочери Индравармана I, и женился на своей тете Джаядеви, сестре Яшовармана I, поэтому мог претендовать на престол.
Выбранное место назвали Чокгарджиар («Остров славы»), а большой город, который был построен в течение всего двух десятилетий (c 921 года) назывался в надписях Лингапура. Соперничество двух центров власти длилось до 928 года, и после смерти Ишанавармана II Джаяварман IV стал единоличным правителем империи.
Джаяварману IV наследовал его сын Харшаварман II, чьё правление было очень коротким: c 941 или 942 по 944 год Харшаварман II правил из Кахкае, однако его преемник Раджендраварман II (944—968) перенёс столицу обратно на место Ангкора.

## Описание
Несмотря на короткий период, когда Кахкае был столицей, количество зданий и культовых сооружений в этом районе значительно. Ядро состоит из города с внешним ограждением со стороной 1200 м: во внутреннем ограждении находится храм, который сегодня называется Прасаттхом («великий храм»). Несколько десятков других небольших храмов расположены на территории 7 км на 5 км. Сам храмовый комплекс, до сегодняшнего дня, считается неисследованным. Пирамида имеет семь ступеней, цифра семь в буддийской религии священное число, означающая переход из времени в небытие.
К югу от главного храма находится большой резервуар барай Рахаль (1188 м на 548 м, сейчас высох), который питался водами реки Стынгсен, разделяющей храмы северной и южной группы.

## Центральный комплекс
Над всем комплексом доминирует семиступенчатая пирамида храма Прасаттхом высотой 32 м и стороной 55 м. Гаруда, высеченная на каменном блоке, охраняет верхушку пирамиды. По оценкам Анри Пармантье, колоссальный лингам, который, согласно надписям, был водружён на вершине, должен был быть размером не менее 4 метров и весом 24 тонн. Деревянная лестница, по которой посетителям можно было взобраться на вершину пирамиды, в настоящее время разрушена. В марте 2014 года была построена новая лестница справа от главного входа.

## Транспорт и посещение
В 2005 году была построена платная дорога, соединяющая Кахкае c Ангкором через Бэнгмеалеа (110 км), так что до комплекса можно добраться за 3 часа от Сиемреапа.